# Csuszkavanga
A csuszkavanga (Hypositta corallirostris)  a madarak osztályának verébalakúak (Passeriformes) rendjébe és a vangagébicsfélék (Vangidae) családjába tartozó Hypositta nem egyetlen faja.
A hasonló életmód miatt e faj megdöbbentően hasonlít a csuszkafélék családjának tagjaira. Felfedezése után egy ideig oda is sorolták.
A jelen besorolás szerint nemének egyetlen faja. A nembe sorolt másik faj, a rövidujjú csuszkavanga (Hypositta perdita) természetvédelmi helyzete ismeretlen volt sokáig. Ezt a fajt kizárólag az 1931-ben Madagaszkár délnyugati részén begyűjtött kettő fiatal egyed alapján ismeri a tudomány. A madarakat hosszú ideig a közeli rokon csuszkavanga egyedeinek tartották és csak 1996-ban ismerték fel a múzeumi anyag átvizsgálásakor, hogy ezek különálló fajt alkotnak.
Ezt a madarat különösen ritkának vagy akár már kihaltnak is tartották, mert a két ismert egyed gyűjtési helyén az erdőt már régen kiirtották. A faj utáni kutatóexpedíció sikertelen maradt, a környéken csak csuszkavangákat találtak a tudósok. Végül 2013-ban genetikai vizsgálatok igazolták, hogy ez nem egy külön faj, a begyűjtött egyedek a szintén a szigeten őshonos fehértorkú timália (Oxylabes madagascariensis) fiatal egyedei voltak.

## Elterjedése
Mint családjának minden tagja, ez a faj is Madagaszkár szigetén él. A sziget északi és keleti részén található síkvidéki esőerdeiben él.

## Megjelenése
Testhossza 13-14 centiméter, súlya 13-16 gramm. Karcsú testalkatú madár, vékony, narancsszínű csőrrel. A hím tollazat egységesen sötétkék, a csőre töve fekete. A tojónak csak a test felső része és fején a sapka kék színű, testének többi része barnás színű.

## Életmódja
Rovarokkal táplálkozik, melyeket csuszka módra a fákon kúszva gyűjt össze.

## Természetvédelmi helyzete
Az elterjedési területe elég nagy, egyedszáma szintén. A Természetvédelmi Világszövetség Vörös listáján nem veszélyeztetett fajként szerepel.